# 萬福寺 (益田市)

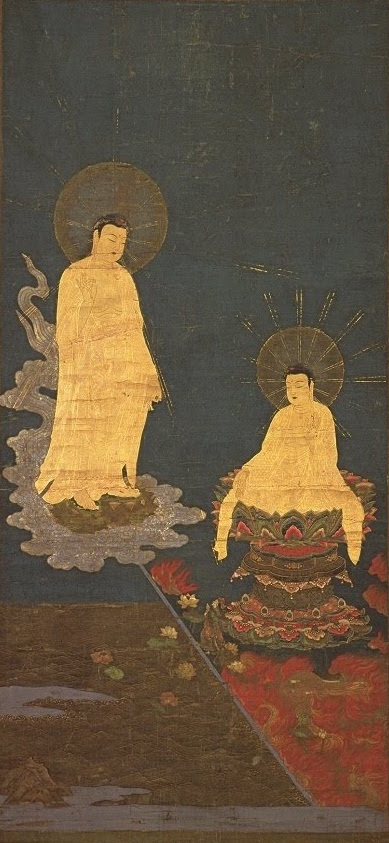
二河白道図（重要文化財）

萬福寺（まんぷくじ）は、島根県益田市にある時宗の益田道場である寺院。山号は清瀧山。

## 歴史
平安時代の創建。もとは安福寺と号し、石見中洲浦にあった天台宗の大寺だった。正和2年（1313年）に遊行した第4代呑海が再興し時宗の道場となった。応安7年（1374年）には、益田七尾城主益田兼見がこの地に移築し、益田道場浄光院萬福寺と改め、益田氏の菩提寺とした。庭園は雪舟が益田に滞在したときに作庭したものと伝えられており、国の史跡及び名勝に指定されている。

## 文化財

### 重要文化財（国指定）
- 本堂 - 室町時代前期（1374年）の建立。桁行七間、梁間七間、一重、寄棟造、桟瓦葺。明治37年（1904年）2月18日指定。
- 絹本著色二河白道図 - 鎌倉時代の作品。

### 島根県指定文化財
- 旧書院襖絵 32面
  - 紙本墨画楼閣山水図 8面 近景の岩に黒々と墨を加えた描き方から、17世紀後半の雲谷派絵師の作品。
  - 紙本墨画山水図 12面 画風から益田家初代御用絵師・永富等原の作と推測される。
  - 紙本墨画淡彩仕女図 4面 19世紀以降江戸末期の作品。円山派の影響が見られる。
  - 紙本墨画淡彩芦雁図 8面 4面は楼閣山水図と同時代の作。もう半分は仕女図と同じ19世紀江戸末期の作。
- 木造阿弥陀如来立像 - 13世紀後半の三尺阿弥陀

### 益田市指定文化財
- 流仏三体像 - 平安時代の作品。

### 国の史跡及び名勝
- 庭園 - 須弥山式の庭園。昭和3年（1928年）3月28日指定。